# フィンタ
フィンタ (Finta) は、ブラジル連邦共和国で生まれたスポーツブランド。主にサッカーユニフォームなどを手掛けている。日本ではフィンタジャパン株式会社が展開している。

## ユニフォームサプライヤー
- レノファ山口FC（J2リーグ）
- ザスパクサツ群馬 (2013年-2019年)